# Real y Militar Orden de San Enrique
La Real y Militar Orden de San Enrique (Ordre Royal et Militaire de Saint Henry): fundada por el rey Henri I de Haití el 20 de abril de 1811 para premiar valor excepcional y excepcional mérito militar y civil.
Premiado en una clase superior (Gran Cruz con Collar) y tres clases ordinarias (1.- Gran Cruz -.. Azul cinta, limitada a dieciséis destinatarios, 2.- Comendadores - cinta roja, treinta y dos receptores, y 3.- Medallas -. Medio rojo, medio azul cinta, sin límite en número). Cinta: faja lisa de moaré negro para los destinatarios de la Gran Cruz, moiré rojo en el cuello de los comendadores, y una cinta de pecho moiré con los colores nacionales para caballeros. Orden obsoleta el 8 de octubre de 1820.

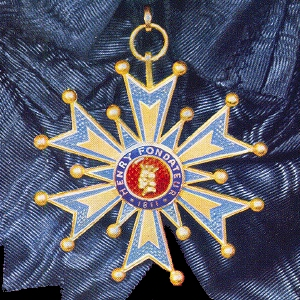
Gran Cruz, Placa de pecho.
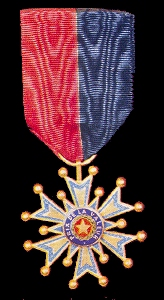
La Real y Militar Orden de San Enrique: Caballero, anverso (L)
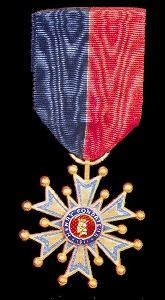
La Real y Militar Orden de San Enrique: Caballero, anverso (L)